# 阿勒斯巴赫河 (金齊希河支流)
50°20′43.06″N 9°33′32.99″E / 50.3452944°N 9.5591639°E

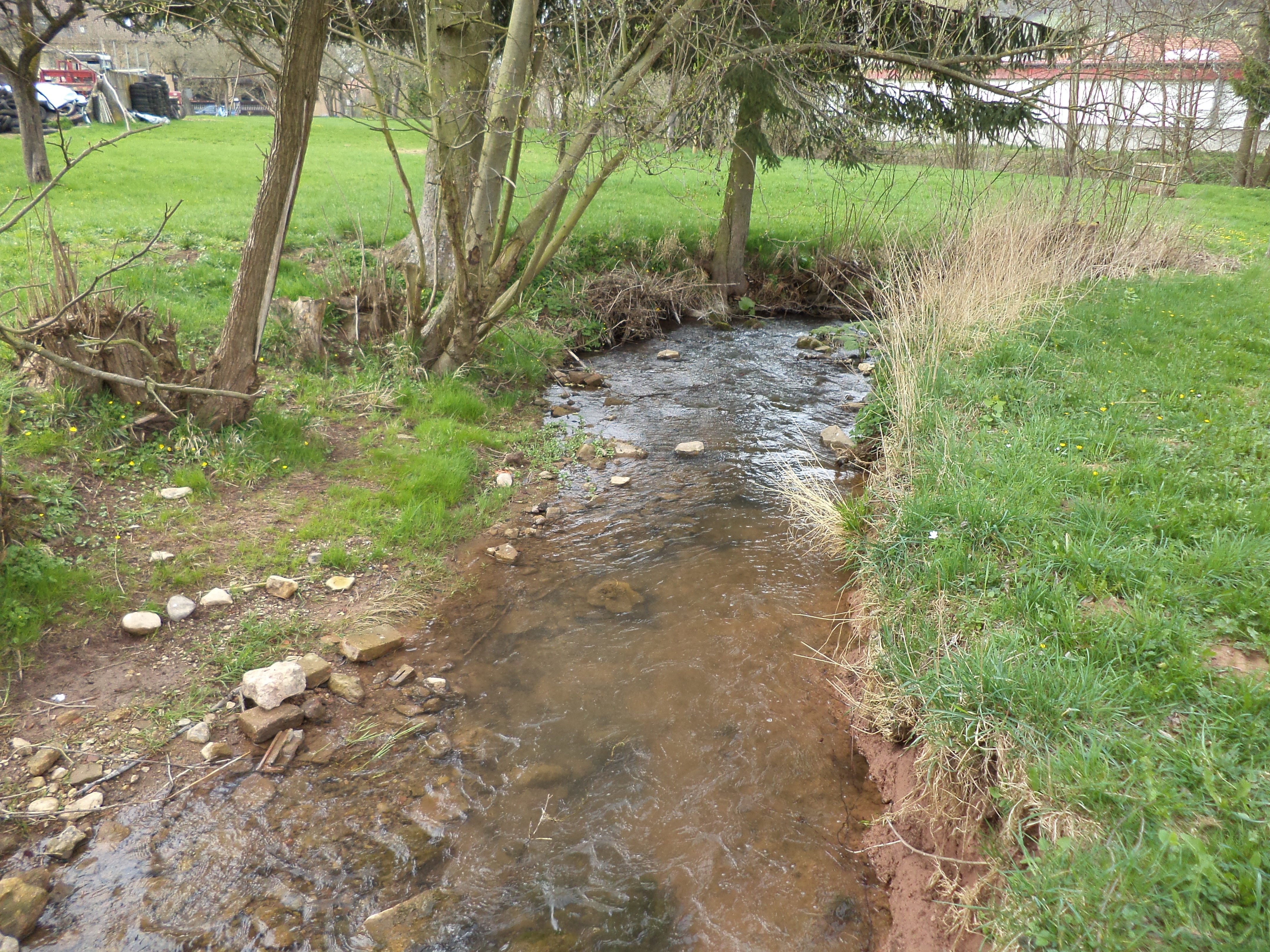

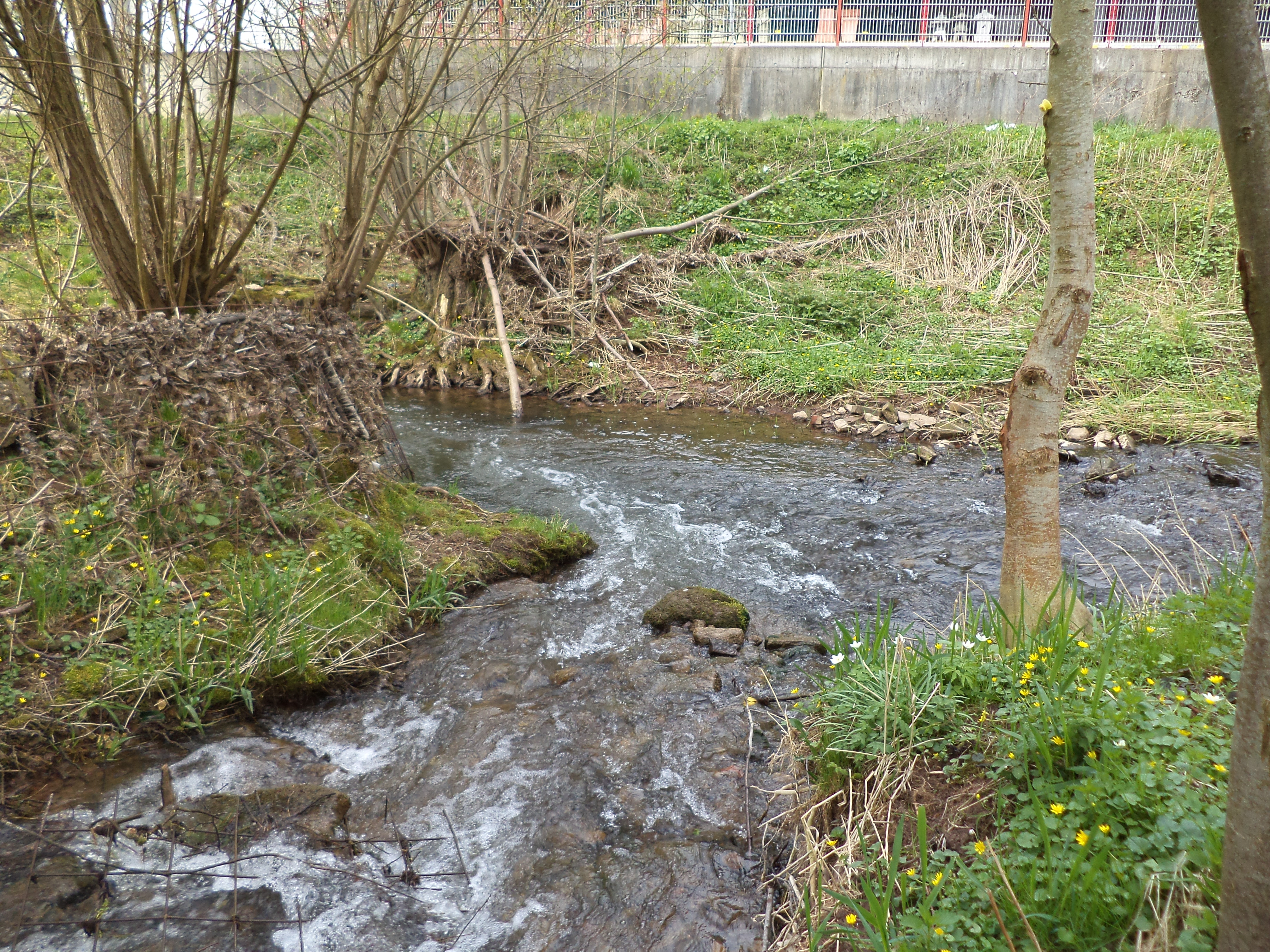

阿勒斯巴赫河（德語：Ahlersbach），是德國的河流，位於該國東南部，由巴伐利亞負責管轄，屬於金齊希河的左支流，河道全長5.5公里，流域面積7.5平方公里。